# Plesiophrictus meghalayaensis
Plesiophrictus meghalayaensis é uma espécie de aranha pertencente à família Theraphosidae (tarântulas).